# Motiong
Motiong ist eine philippinische Stadtgemeinde in der Provinz Samar. Sie hat 15.156 Einwohner (Zensus 1. August 2015).

## Baranggays
Motiong ist politisch in 30 Baranggays unterteilt.
| - Poblacion I - Poblacion I-A - Angyap - Barayong - Bayog - Beri - Bonga - Calantawan - Calapi - Caluyahan - Canvais - Canatuan - Candomacol - Capaysagan - Caranas | - Caulayanan - Hinica-an - Inalad - Linonoban - Malobago - Malonoy - Mararangsi - Maypange - New Minarog - Oyandic - Pamamasan - San Andres - Santo Niño - Sarao - Pusongan |